# Adam a Leela
Adam a Leela je druhá epizoda šesté řady seriálu Futurama. Název i epizoda parafrázují „prvního muže“ a „první ženu“ Adama a Evu.

## Děj
Epizoda se točí okolo smrtící „koule“ jménem V-GINY, která kvůli cenzuře ničí všechny planety, jako například planetu nudapláží nebo planetu „s tak sprostým jménem, že i pošeptání je drzost“, a nyní směřuje i k Zemi. V-GINY vzešla ze srážky vojenského satelitu a satelitu FCC na zakrývaní sprostoty na přelomu 20. a 21. století. Proto najme Richard Nixon Zappa Brannigana. Ten však vše zvorá a tak Nixon najme profesora Farnsowrtha aby kouli zničil. Koule nakonec odpustí Zemi a odletí. Na konci, při zakrytí vynuceného sexu Leely a Zappa: „nevhodné pro všechny věkové kategorie“.